# بينديفيس (ميزوري)
بينديفيس (بالإنجليزية: Bendavis)‏ هي إحدى المجتمعات الفردية (غير مصنفة) في ولاية ميزوري في الولايات المتحدة الأمريكية.